# アールジュー
株式会社アールジュー（英語: R-jeux)は、日本の芸能事務所。

## 概要
2008年（平成20年）古賀理紗子社長が俳優部クラスのニーズに応える芸能事務所として創設。
系列にエキストラ事務所の古賀プロダクションがある。

## 所属俳優

### 男性
- 小磯勝弥[3][4]
- 荒川浩平
- 竹林文雄
- 白仁裕介
- 田中瑛祐[5]
- 笠田康平
- 安田敦
- 柿沼慶典
- 本多摂
- 中村和之
- 竹田茂生
- 宮崎重信
- 細谷文昭
- 天野きょうじ
- 中込博樹
- 黒藤結軌
- 秋吉孝勇
- 永嶋玲
- 鈴木紀進
- 今若孝宏
- 大西史也
- 桑原聡
- 鈴木和徳
- 林正春
- 原尚治
- 奥澤康生
- 結城大翔
- 村岡佑飛

### 女性
- 名越佳代
- 大塚かよ
- 渡辺利江子
- 村井美和[6]
- 藤本貴子
- 仙波恵理
- 山崎日菜
- 飯田真麻
- 井元結衣
- 松浦衣里[7]
- 江村あかり
- 古山彩美
- 北邑ゆうき
- 大山きか
- 田中ひとみ
- 松宮かんな
- 赤井ゆうこ
- 掛川初恵
- 山下けいこ
- 桜井杏菜
- 倉岡生香
- 藤椰栞菜
- 碧海凪
- 大隈茶子
- 根本真菜

## R-jeux Second

### 男性
- 久田幸宏
- 大木良介
- 大浦善博
- 芥川伸也
- 安藤清二
- 竹岡善彦
- 江崎真
- 吉田正臣
- 中澤健造
- 松木吉水

### 女性
- 箱田真理
- 熟田桐子
- 吉原ゆり
- 岩本麻代
- 木村あゆみ